# Ambassis macracanthus
Ambassis macracanthus е вид лъчеперка от семейство Ambassidae.

## Разпространение
Видът е разпространен в Източен Тимор, Индонезия, Папуа Нова Гвинея и Тайланд.